# Llei del Cadenat

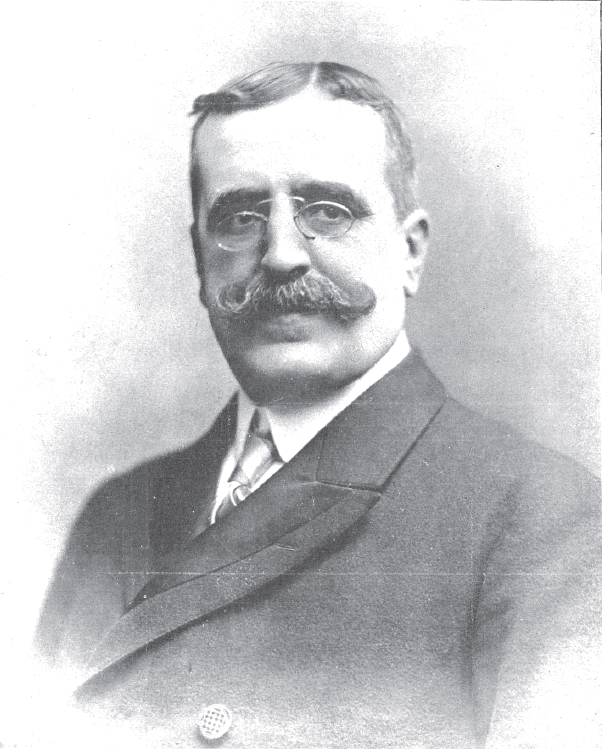
José Canalejas y Méndez, promotor de la Llei del Cadenat

La Llei del Cadenat (del castellà Ley del Candado), és el terme col·loquial, que també empra la historiografia, per designar una llei de desembre de 1910, promoguda pel president espanyol, José Canalejas y Méndez, que prohibia que durant dos anys s'establissin noves congregacions religioses.
Canalejas, d'orientació liberal progressista, pretenia mitigar la confessionalitat catòlica consagrada a la constitució de 1876, alhora que frenava el creixent anticlericalisme d'àmplies capes socials, reforçant el caràcter laïcista d'àmplies capes socials, reforçant el caràcter laic de l'Estat. Davant la negativa papal a negociar el Concordat de 1851, optà per limitar unilateralment l'activitat dels ordes religiosos.

## Història
La política religiosa va ser una de les prioritats del govern de José Canalejas. El seu objectiu final, segons Javier Tusell, era aconseguir una separació «‘amistosa’ de l'Església i de l'Estat a la qual [Canalejas] volia arribar a través de negociacions portades el més discretament possible». El problema va ser que el Vaticà, «que per aquells anys estava obsessionat amb la condemna del modernisme», no estava disposat a modificar la posició de privilegi que tenia l'Església catòlica a Espanya.
Per enfortir la posició de l'Estat Canalejas es va proposar reduir el pes dels ordes religiosos, mitjançant una llei que les tractés com a associacions, excepte les dues reconegudes pel Concordat de 1851. Mentre les Corts debatien la nova llei, es va aprovar el desembre del 1910 una disposició transitòria i temporal coneguda com a Llei del Cadenat, segons la qual no es podrien establir nous ordes religiosos a Espanya durant els dos anys següents. Però la llei va quedar pràcticament sense efecte en aprovar-se una esmena segons la qual, si passats dos anys no s'havia aprovat la nova llei d'associacions, s'aixecaria la restricció. I això va ser el que va acabar succeint, perquè aquesta llei mai va veure la llum i el nombre de religiosos va continuar creixent. Malgrat tot, Canalejas, devot catòlic, va ser considerat l'enemic de la religió catòlica, a un moment al qual es vivia sota la commoció produïda per la revolució portuguesa de 1910 que havia acabat amb la monarquia i proclamat la Primera República Portuguesa.
A Canalejas se'l va acusar de pretendre descatolitzar Espanya i d'estar al servei de la maçoneria. En la campanya contra ell va tenir un especial protagonisme la recentment creada Associació Catòlica Nacional de Propagandistes, encapçalada per l'advocat i periodista Ángel Herrera Oria, i el seu periòdic El Debate. La campanya catòlica es va iniciar abans fins i tot de la discussió i aprovació de la Llei del Cadenat, ja que va començar el juny del 1910 amb motiu de l'aprovació pel govern d'una norma que permetia a les confessions no catòliques exhibir algun signe extern en els seus temples que els reconegués com a tals. La confrontació entre el govern i l'Església catòlica va ser tan intensa que Espanya va arribar a retirar al seu ambaixador a la Santa Seu.